# Tasiocera boraceae
Tasiocera boraceae är en tvåvingeart som beskrevs av Alexander 1954. Tasiocera boraceae ingår i släktet Tasiocera och familjen småharkrankar. Inga underarter finns listade i Catalogue of Life.